# سفارة رومانيا في السويد
سفارة رومانيا في السويد هي أرفع تمثيل دبلوماسي لدولة رومانيا لدى السويد. تقع السفارة في ستوكهولم وهي تهدف لتعزيز المصالح الرومانية في السويد.

## وصلات خارجية
- قائمة سفارات رومانيا
- قائمة السفارات في السويد